# Марково (област Пловдив)
Вижте пояснителната страница за други значения на Марково.
Марково е село в Южна България. То се намира в община Родопи, област Пловдив.

## География
Село Марково се намира в полупланински район. Разположено е на 3,5 километра южно от град Пловдив в северното подножие на рида Чернатица, в така наречената „Родопска яка“. Преходноконтинентален климат с алувиални, алувиално-ливадни и хумусно-карбонатни почви. Земеделската земя в землището на с. Марково възлиза на 18 000 дка.
Основната култура, отглеждана в землището на селото, са лозята, като тук се намира най-големият масив на мавруд в България. В много по-малка степен вече са застъпени черешовите насаждения, на фона на масивите, съществуващи допреди 15 години между Марково и двете съседни села: Първенец и Белащица. Свързва се с Пловдив посредством два пътя: един, водещ към кв. „Коматево“ и един към Район Южен. Още два асфалтирани пътя водят съответно към тържище „Родопи“ и към с. Първенец.

## История
В местността „Марата“ над селото са открити и добре проучени два от трите каптажа, от които през Римската епоха се захранва водоснабдителната система на Филипопол. Единият от тях представлява подземен резервоар с размери 13 × 7 m, частично разрушен при изграждането на съвременен каптаж, от който започва тръбопровод от глинени тръби към Джендемтепе. Вторият каптаж е изграден като сложна система от тунели – централна галерия и странични клонове. Той не е напълно изследван, но дължината само на един от страничните клонове е 76 m. От втория каптаж към града води масивен акведукт, от който са запазени само следи в отделни участъци.
Според преданието, когато през XIV в. турците нападнали Пловдив, един от пълководците сполучил да намери част от водопреносната система, по която градът се снабдявал с вода от Марково. С разрушаването и прекъсването на водоснабдяването се ускорило превземането на крепостта. За награда султанът подарил Марково заедно с цялата му околност на пълководеца си за негово и на наследниците му владение. Последен владетел от тоя род бил известният пловдивски първенец турчин хаджи Измаил бей (Исмаил бей). Части от акведукта могат да се видят и днес. Това са руините, намиращи се на транспортния „Коматевски възел“ в град Пловдив.
Най-ранните сведения за съществуването на селото, под името „Село Маркова“ са в т.нар. „Марковско вакфие“ на Исмаил бей от март 1472 г. – Лит.: Г.Бойков – „Османизацията на Пловдив (Филибе) през ХVв. – население, градоустройство и архитектура“ – Годишник на Регионален исторически музей – Пловдив, Официален отдел, Пд, 2012 г., стр.67, бел.61.
За името съществуват три хипотези. Според една легенда, името на селището произлиза от Крали Марко. Според втора, едно семейство от село Павелско, носещо фамилията Маркови, се заселило тук и то дало името на селото. Според трето предание, името произлиза от тракийската дума „мар“, което ще рече вода (оттам и името на местността „Марата“ – мястото, където е римският каптаж) и турската дума „кьой“ – село, сиреч „село при вода“, по-късно е побългарено на Марково. Това е по-приемливата хипотеза и е обяснима с това, че римляните са каптирали именно извора в местността „Марата“, намиращ се на около половин километър югозападно от селото, за водоснабдяване наТримонциум. Този извор се използва и днес.
Най-вероятно селото възниква от постоянно заселили се ратаи и работници, работещи на двата големи турски чифлика, които закупили земята от бейовете. Християнското население се увеличава от жителите на вече несъществуващото село Захридево, което се намирало на пет километра североизточно от Марково, напуснали го по време на чумната епидемия през 18 век.
Има сведения селото да е посещавано от Васил Левски и Захари Стоянов, като последният е пренощувал в Марково на гости на Нася Ханджията (Атанас Бакалов) и там успяват да създадат комитет от няколко души. В навечерието на въстанието, обаче Наси изказал всичко, каквото чул и видял, как са го посетили и прочее, на хаджи Исмаил бея („Записки по българските въстания“; том Първи; Глава VI – „Агитацията в четвърти окръг“)
След Руско-турската освободителна война през селото минава делегация от пловдивските консули на Великите сили на път за Инджекароското ханче в Централните Родопи. Целта им била да се срещнат с капитан Петко Войвода – защитника на мирното християнско население. По това време той водил битки с разбунтувалия българите-мюсюлмани в Родопите англичанин на турска служба Сенклер паша.
По времето на Третото Българско царство турското население постепенно напуска Марково и се изселва извън пределите на страната, продавайки имотите си на новозаселили се българи, които пристигат от селата в планината, главно от Добралък и Косово. Много заможни граждани също купуват имоти в селото, като това дава възможност за оформянето му като летовище. След 1915 г. при преселването на арменци в България, много от тях си изграждат вили в селото, като преди 1944 г. броят им достига над сто. След 9 септември 1944 г. строежите на вили продължават, като в селото се оформят две вилни зони – едната по-голяма, югоизточно, а другата по-малка – западно от него.

## Население
Численост на населението според преброяванията през годините:
| \| Година на преброяване \| Численост \| \| --------------------- \| --------- \| \| 1934 \| 1845 \| \| 1946 \| 2149 \| \| 1956 \| 1771 \| \| 1965 \| 1943 \| \| 1975 \| 2117 \| \| 1985 \| 2057 \| \| 1992 \| 2076 \| \| 2001 \| 2250 \| \| 2011 \| 2499 \| \| 2021 \| 3181 \| |           |
| Година на преброяване | Численост |
| 1934 | 1845      |
| 1946 | 2149      |
| 1956 | 1771      |
| 1965 | 1943      |
| 1975 | 2117      |
| 1985 | 2057      |
| 1992 | 2076      |
| 2001 | 2250      |
| 2011 | 2499      |
| 2021 | 3181      |

### Етнически състав
Преброяване на населението през 2011 г.
Численост и дял на етническите групи според преброяването на населението през 2011 г.:
|                     | Численост | Дял (в %) |
| Общо                | 2499      | 100.00    |
| Българи             | 2065      | 82.63     |
| Турци               |           |           |
| Цигани              |           |           |
| Други               | 6         | 0.24      |
| Не се самоопределят | 4         | 0.16      |
| Неотговорили        | 422       | 16.88     |

## Религии
Населението е източноправославно. Църквата в селото се нарича „Света Троица“ и е построена през 1865 г. В землището на селото има няколко параклиса: „Св. Георги“, „Св. Атанас“, „Св. Тодор“, „Св. Неделя" и „Св. Никола“. В центъра на селото се намира новопостроеният параклис „Вси български светии“.

## Обществени институции
В селото има основно училище „Св. св. Кирил и Методий“, чиято сграда е построена 1921 г. Първото училище в селото датира от 1870 г. Читалище „Алеко Константинов“ е основано през 1901 г.

## Икономика
В Марково е официалното седалище „ПИМК“, най-голямото предприятие за товарни автомобилни превози в България.

## Културни и природни забележителности
Непосредствено над Марково започва парк „Родопи“, в който се намират курортите „Здравец“, „Студенец“ и „Бяла черква“. В дефилето на потока, на километър от селото, се намира местността „Манчевото“ (още известна като „Ремсова поляна“), която е прекрасно място за отдих. Поляната е благоустроена: има маси, пейки, огнища, навес, чешма и сцена. Наоколо е заобиколена от големи дъбове, чиято сянка дава прохлада през летните горещини. До нея може да се стигне по няколко пътеки, пресичащи ручея „Марата“ с дървени мостчета, или по горски път, за желаещите да я посетят с автомобил. Над нея има хълмче, на което се намира параклисът „Св. Георги“. На билото на един от върховете, разположени югозападно от селото, е разположен друг параклис – „Св. Атанас“. На поляната около него, благоустроена от ТД „Руен“, са разположени маси и пейки за туристите.
Над селото се намира връх Калоян. Нарича се така заради преданието, че при един от походите си, Цар Калоян е разпънал своята шатра в подножието му. От върха, като на длан, се вижда Горнотракийската низина. Този връх се използва често за делта- и парапланеризъм.
Южно от селото се намира местността „Калето“ (още „Зандана“, „Калояново градище“), разположена на едноименния връх. Там се забелязват останки от римска крепост, която е охранявала древния път от Пловдив през Централни Родопи към Беломорието. Навремето същия този път бил настелен с каменни плочи, които впоследствие жителите от околните села използвали при строежите на домовете си.
В поречието на „Марата“ се намират деистващи два каптажа от Римско време, които са водоснабдявали древния град Тримонциум.

## Редовни събития
- На 18 януари в местността „Свети Атанас“ се събират почитащи празника Атанасовден от три села: Марково, Първенец и Извор.
- На 14 февруари марковци празнуват Трифон Зарезан. В деня след Тодоровден, една седмица след „Сирни заговезни“, в селото се празнува кукерски (станчинарски) празник.
- На 3 март марковци, заедно с браниполчани, отиват на поклонение на паметника на 18-и Вологодски полк, водил сражения с отстъпващите турски сили южно от Пловдив.
- На 6 май, (Гергьовден), се провежда събор в местността „Манчевото“.
- Всяка година на празника „Свети Дух“ се провежда общоселски събор в центъра на Селото.

## Личности
- Иван Сивинов – куклен актьор;
- Трифон Неделчев – художник;
- Вичка Николова – народна певица;
- Вълчан Петров – художник;
- Николай Паунов – автомобилен пилот.
- Никола Певичаров – художник.
- Иван Хаджийски − музикант
- Георги Бояджиев - Бояджана – художник, син на Златьо Бояджиев
- Диана Иванова – народна певица, преподавател в музикалната академия
- Славчо Хорозов – футболист, легенда на Ботев Пловдив
- Веселин Кузмов – Музикант Виртуоз
- Петър Анастасов (р. 1942) – български поет и писател
- София Яневска 1936-2019 преводач и литератор

## Спорт
В селото има футболен клуб с името „Сокол-Марково“, чиято история започва през 1928 г. Няколко години отборът играе във „В-югоизточна група“, а след това, два сезона, се подвизава в „Б“, наред с именити отбори от по-големите градове. Стадионът на селото е лицензиран за срещи от висшия футболен ешелон и е с капацитет 2500 души.
Над Марково стартира един от етапите на Рали Хеброс (СЕ „Здравец“), което е с коефициент 5 на ФИА (Източноевропейски шампионат), а последните години част от това трасе се използва като шейкдаун (официална тренировка) на ралито.
През 2007 и 2008 година, село Марково е домакин на единствена по рода си надпревара в България – 24-часов маратон по планинско колоездене Архив на оригинала от 2009-09-03 в Wayback Machine., организиран от пловдивското сдружение Велоклуб „Крива спица“. Маршрутът на състезанието преминава по горски пътеки и пътища през местността „Ремсова поляна“ до параклис „Св. Атанас“, а старт-финалът е в центъра на селото. През 2008 година в маратона участват близо 50 състезатели, над 2 пъти повече от броя участници през 2007.

## Други
Близостта на Марково до град Пловдив и природните забележителности в землището на селото обуславят сравнително по-високите цени на недвижимите имоти от останалите села в областта. От селото се открива прекрасна гледка към Пловдивското поле. През последните години Марково се оформя като модерно предградие на град Пловдив. Може би и заради това в началото на прехода, му лепват прякора „Пловдивският Бевърли Хилс“.